# Winsome Winnie's Way
Winsome Winnie's Way è un cortometraggio muto del 1913. Non si conosce il nome del regista del film prodotto dalla Edison basato su un soggetto di Carolyn Wells.

## Trama
Trama di Moving Picture World synopsis in (EN)  su IMDb

## Produzione
Il film fu prodotto dalla Edison Company.

## Distribuzione
Distribuito dalla General Film Company, il film - un cortometraggio di 225 metri - uscì nelle sale cinematografiche degli Stati Uniti il 7 luglio 1913. Nelle proiezioni, veniva programmato con il sistema dello split reel, accorpato in un'unica bobina con un altro cortometraggio prodotto dalla Edison, il documentario Over the Great Divide in Colorado.